# John O'Shanassy
John O'Shanassy (1818-18 mai 1883), était un homme politique australien qui a été la deuxième premier ministre du Victoria. O'Shanassy est né près de Thurles, dans le comté de Tipperary, en Irlande. Fils d'un géomètre, il vint s'installer dans le district de Port Phillip District (le futur Victoria) en 1839. Il se lança dans les affaires à Melbourne comme drapier, et en 1846 il était suffisamment riche pour être élu au conseil municipal de Melbourne et devenir le président fondateur de la Colonial Bank of Australasia. Dans les années 1850, il était un grand propriétaire terrien et l'un des hommes les plus riches de la colonie. Il est aussi devenu un leader reconnu de la grande communauté catholique irlandaise. 
O'Shanassy a été élu au Conseil législatif du Victoria comme sénateur de Melbourne en 1851. Lorsque le Victoria acquit son autonomie vis-à-vis de la Nouvelle-Galles du Sud et eut son propre gouvernement en 1856, il fut élu député à l'Assemblée législative pour la circonscription de Kilmore. En 1868, il revint au Conseil comme sénateur de la province du Centre, puis en 1877 il retourna à l'Assemblée comme député de Belfast (maintenant Port Fairy), qu'il a représenté jusqu'en 1883. 
Bien qu'il ait été considéré comme un libéral au début de sa carrière, au Parlement, O'Shanassy apparut comme le leader de l'opposition conservatrice à la réforme du gouvernement de William Haines, bien qu'il n'y ait pas eu de système de partis au Victoria à cette époque là. Il se sépara des libéraux principalement sur la question des droits de douane entre États: la plupart des libéraux étaient protectionnistes, mais O'Shanassy était libre-échangiste. 
Lorsque le gouvernement de Haines perdit sa majorité en mars 1857, O'Shanassy lui succéda comme premier ministre, mais son gouvernement tomba en avril et Haines revint au gouvernement. O'Shanassy redevint premier ministre de mars 1858 à octobre 1859 et son adjoint fut Charles Gavan Duffy. L'association de deux catholiques irlandais pour l'administration de la colonie fut une source de grande consternation pour l'élite protestante et réveilla les questions sectaires lors de l'élection de 1859. Toutefois, les liens entre Duffy et O'Shanassy se tendirent (peut-être parce que O'Shanassy avait quitté l'Irlande avant les troubles de 1848, tandis que Duffy avait participé aux évènements de 1848 (O'Brien)). O'Shanassy redevint premier ministre en novembre 1861. Dans les années 1860 O'Shanassy était devenu un complet conservateur et son gouvernement rencontra une forte opposition avec le journal libéral the Age et son fougueux propriétaire, David Syme. En représailles le gouvernement O'Shanassy retira sa publicité au journal. Le gouvernement O'Shanassy fut finalement battu en juin 1863 sur la question de la réforme des terres et O'Shanassy ne revint jamais au pouvoir. 
Il prit sa retraite parlementaire en février 1883, peu de temps avant sa mort.